# Frans de Kat
Frans de Kat (Assen, 16 maart 1965) is een Nederlands voetbaltrainer en voormalig betaald voetballer.

## Voetbalcarrière
De Kat speelde voor de amateurvereniging VKW en betaald voetbal voor sc Heerenveen. Later speelde hij bij amateurverenigingen sc REMO en SVV Scheveningen.

## Trainerscarrière
De Kat behaalde in Heerenveen zijn CIOS-diploma en in Den Haag studeerde hij af aan de Academie voor Lichamelijke Opvoeding. Hierna kwam hij in dienst als district-trainer van de KNVB. Van 2001 tot en met 2003 was De Kat bondscoach van het Nederlands vrouwenelftal, waar hij Ruud Dokter opvolgde. De Kat behaalde in 2003 het diploma Coach Betaald Voetbal (UEFA Pro). In 2004 maakte hij plaats voor Vera Pauw. In totaal leidde hij 27 duels, waarvan er acht werden gewonnen. Van de overige wedstrijden eindigden er vier in een gelijkspel. De andere vijftien gingen verloren. Daarnaast nam hij in 2001 ook met Nederland deel aan het Universiade-toernooi in China (Peking) waar hij de ploeg naar een zilveren medaille loodste. Deze wedstrijden golden echter niet als officiële interlands.
Bij de KNVB heeft de Kat het nationale team voor jongens 0.16 jaar av (Goud op Koninkrijksspelen 2005 in Curaçao) en jongens 0.15 jaar (schaduw) gecoacht.
Daarnaast was hij nog Hoofd Opleiding, Assistent Coach en Coach van het Beloftenteam bij ADO Den Haag en Hoofd Scouting en Adviseur Jeugdopleiding bij Willem II. In maart van 2010 werd hij trainer van het Vrouwenteam van de club, hetgeen hij tot het eind van het seizoen deed. In juli 2010 werd De Kat voor 18 maanden technisch adviseur van de amateur vereniging RKDEO. In december 2011 werd Frans de Kat ook benoemd tot lid van de raad van advies (RvA) bij voetbalclub DHC in Delft.
ARSENAL FC
Vanaf 1 juli 2014 treedt de Kat in dienst van Arsenal FC uit Londen. De Kat gaat de onder 18 van de Londense club trainen en coachen. De onder 18 traint en speelt wedstrijden op het trainingscomplex 'Colney'. Daar traint ook de onder 21 en het 1e team.